# Скшешево (гміна Жуково)
Скшешево (пол. Skrzeszewo, нім. Krissau) — село в Польщі, у гміні Жуково Картузького повіту Поморського воєводства.
Населення — 1200 осіб (2011).
У 1975-1998 роках село належало до Гданського воєводства.

## Демографія
Демографічна структура станом на 31 березня 2011 року:
|          | Загалом | Допрацездатний вік | Працездатний вік | Постпрацездатний вік |
| -------- | ------- | ------------------ | ---------------- | -------------------- |
| Чоловіки | 580     | 158                | 375              | 47                   |
| Жінки    | 620     | 183                | 339              | 98                   |
| Разом    | 1200    | 341                | 714              | 145                  |